# Kamouraska-Témiscouata
Circonscription électorale provinciale du Canada
Kamouraska-Témiscouata est une ancienne circonscription électorale québécoise située dans les régions du Bas-Saint-Laurent et de Chaudière-Appalaches. La majeure partie de la circonscription était dans la région du Bas-Saint-Laurent, mais deux paroisses étaient situées dans la région de Chaudière-Appalaches, soit Saint-Roch-des-Aulnaies et Sainte-Louise, appartenant toutes deux à la MRC de l'Islet.

## Historique
La circonscription est née de la refonte de la carte électorale québécoise en 1972. Les changements prirent effet pour l'élection générale québécoise de 1973.
Avec la révision de la carte électorale de 2011, Kamouraska-Témiscouata est divisé entre les nouvelles circonscriptions de Côte-du-Sud et de Rivière-du-Loup—Témiscouata.

## Territoire et limites
Au moment de sa disparition en 2012, la circonscription comportait les municipalités suivantes :
| - Auclair - Dégelis - Kamouraska - La Pocatière - Lejeune - Mont-Carmel - Packington - Petit-Lac-Sainte-Anne - Picard - Pohénégamook | - Rivière-Bleue - Rivière-Ouelle - Saint-Alexandre-de-Kamouraska - Saint-André - Saint-Athanase - Saint-Bruno-de-Kamouraska - Saint-Denis - Sainte-Anne-de-la-Pocatière - Sainte-Hélène - Sainte-Louise | - Saint-Elzéar-de-Témiscouata - Saint-Eusèbe - Saint-Gabriel-Lalemant - Saint-Germain - Saint-Honoré-de-Témiscouata - Saint-Jean-de-la-Lande - Saint-Joseph-de-Kamouraska - Saint-Juste-du-Lac - Saint-Louis-du-Ha! Ha! - Saint-Marc-du-Lac-Long | - Saint-Michel-du-Squatec - Saint-Onésime-d'Ixworth - Saint-Pacôme - Saint-Pascal - Saint-Philippe-de-Néri - Saint-Pierre-de-Lamy - Saint-Roch-des-Aulnaies - Témiscouata-sur-le-Lac |

## Liste des députés
| Législature                                                           | Années    | Député         | Député               | Parti           |
| --------------------------------------------------------------------- | --------- | -------------- | -------------------- | --------------- |
| Kamouraska-Témiscouata Précédée de Kamouraska, Témiscouata et L'Islet |           |                |                      |                 |
| 30e                                                                   | 1973–1976 |                | Jean-Marie Pelletier | Libéral         |
| 31e                                                                   | 1976–1981 |                | Léonard Lévesque     | Parti québécois |
| 32e                                                                   | 1981–1985 |                | Léonard Lévesque     | Parti québécois |
| 33e                                                                   | 1985–1989 |                | France Dionne        | Libéral         |
| 34e                                                                   | 1989–1994 |                | France Dionne        | Libéral         |
| 35e                                                                   | 1994–1997 |                | France Dionne        | Libéral         |
| 35e                                                                   | 1997–1998 | Claude Béchard |                      | Libéral         |
| 36e                                                                   | 1998–2003 | Claude Béchard |                      | Libéral         |
| 37e                                                                   | 2003–2007 | Claude Béchard |                      | Libéral         |
| 38e                                                                   | 2007–2008 | Claude Béchard |                      | Libéral         |
| 39e                                                                   | 2008–2010 | Claude Béchard |                      | Libéral         |
| 39e                                                                   | 2010–2012 |                | André Simard         | Parti québécois |
| Dissoute dans Côte-du-Sud et Rivière-du-Loup—Témiscouata              |           |                |                      |                 |

## Référendums
|  | Référendum                     | % du OUI | % du NON | Taux de participation |
|  | Référendum de 1980             | 43,97 %  | 56,03 %  | 80,95 %               |
|  | Accord de Charlottetown (1992) | 37,88 %  | 62,12 %  | 72,38 %               |
|  | Référendum de 1995             | 52,66 %  | 47,34 %  | 88,47 %               |